# Сулейману Гаміду
Сулейману Гаміду (фр. Souleymanou Hamidou, нар. 22 листопада 1973, Моколо) — камерунський футболіст, що грав на позиції воротаря.
Виступав, зокрема, за клуб «Денізліспор», а також національну збірну Камеруну.

## Клубна кар'єра
Народився 22 листопада 1973 року в місті Моколо. Вихованець футбольної школи клубу «Котон Спорт». Дорослу футбольну кар'єру розпочав 1999 року в основній команді того ж клубу, в якій провів один сезон, взявши участь у 30 матчах чемпіонату.
Протягом 2000—2003 років захищав кольори команди клубу «Чайкур Різеспор». У своєму дебютному сезоні він зіграв вісімнадцять матчів у чемпіонаті, а його нова команда посіла дев'яте місце в чемпіонаті. Наступного сезону зіграв 22 матчі. Проте Різеспор посів 16-те місце в Суперлізі, в результаті чого вилетів до другого дивізіону. У першій лізі турецького чемпіонату провів один сезон. Його команда здобула право повернутися до Суперліги, але незважаючи на це Хаміду покинув команду.
Своєю грою за останню команду привернув увагу представників тренерського штабу клубу «Денізліспор», до складу якого приєднався 2003 року. Відіграв за команду з Денізлі наступні п'ять сезонів своєї ігрової кар'єри. Більшість часу, проведеного у складі «Денізліспора», був основним голкіпером команди. Саме в складі цього клубу досяг свого найбільшого успіху, в сезоні 2003/04 років команда посіла 5-те місце в чемпіонаті. Також запам'ятався тим, що в 2006 році пропустив 6 м'ячів у свої ворота від «Фенербахче».
В 2008 році розірвав контракт з «Денізліспором» та перейшов до «Кайсеріспору», оскільки Дімітар Іванков залишив клуб. 23 серпня 2008 року дебютував за свою нову команду в матчі турецької Суперліги проти «Сівасспору». Під час свого першого сезону в новому клубі зіграв 16 матчів у турецькій Суперлізі, у тому сезоні запам'ятався тим, що пропустив 7 м'ячів від «Бешікташу». Роки перебування в «Кайсеріспорі» стали найкращими в кар'єрі камерунського гравця, саме в складі цього клубу він увійшов до символічної 20-ки найкращих воротарів Європи. 4 травня 2011 року розірвав контракт з клубом та оголосив про завершення ігрової кар'єри.

## Виступи за збірну
Хаміду дебютував у національної збірної Камеруну у 2000 році, коли його було викликано як третього воротаря «левів» для участі в Кубку африканських націй, який мав відбутися того року. Його також було викликано для участі в Кубку африканських націй 2002 року вже як другого воротаря, оскільки основним воротарем збірної й надалі залишався ветеран Жак Сонго'о.
Проте німецький тренер Вінфрід Шефер скасував цей виклик та віддав перевагу досвідченому Сонго'о та Альюму Букару (другий воротар в 1998 році та основний на розіграші кубку 2002 року), а ще зовсім юний Карлос Камені став третім воротарем збірної.
Хаміду знову втратив шанс виступити на чемпіонаті світу, оскільки Камерун не кваліфікувався до ЧС 2006 року в Німеччині. Втішним досягненням для голкіпера стала участь в КАН. В 2008 та 2010 роках його знову викликали для участі в цьому турнірі.
На Чемпіонаті світу 2010 року тодішній тренер збірної Поль Ле Гуен надав шанс Сулейману й залишив на лавці для запасних Камені. Це рішення виявилося не дуже вдалим, оскільки Леви залишили турнір уже за підсумками першого ж раунду.
Протягом кар'єри у національній команді, яка тривала 11 років, провів у формі головної команди країни лише 29 матчів, пропустивши 32 голи.
У складі збірної був учасником Кубка африканських націй 2000 року у Гані та Нігерії (здобувши того року титул континентального чемпіона), кубка африканських націй 2006 року в Єгипті, Кубка африканських націй 2008 року у Гані, де разом з командою здобув «срібло», чемпіонату світу 2010 року у ПАР, Кубка африканських націй 2010 року в Анголі.

## Досягнення
- Переможець Кубка африканських націй: 2000
- Срібний призер Кубка африканських націй: 2008

## Статистика виступів
| Сезон   | Клуб            | Країна    | Турнір                | Місце | Голи |
| ------- | --------------- | --------- | --------------------- | ----- | ---- |
| 1999    | Котон Спорт     | Камерун   | Прем'єр-ліга          | ?     | ?    |
| 2000    | Котон Спорт     | Камерун   | Прем'єр-ліга          | ?     | ?    |
| 2000/01 | Чайкур Різеспор | Туреччина | Суперліга (Туреччина) | 18    | 0    |
| 2001/02 | Чайкур Різеспор | Туреччина | Суперліга (Туреччина) | 22    | 0    |
| 2002/03 | Чайкур Різеспор | Туреччина | Перша ліга            | ?     | ?    |
| 2003/04 | Денізліспор     | Туреччина | Суперліга (Туреччина) | 31    | 0    |
| 2004/05 | Денізліспор     | Туреччина | Суперліга (Туреччина) | 30    | 0    |
| 2005/06 | Денізліспор     | Туреччина | Суперліга (Туреччина) | 27    | 0    |
| 2006/07 | Денізліспор     | Туреччина | Суперліга (Туреччина) | 14    | 0    |
| 2007/08 | Денізліспор     | Туреччина | Суперліга (Туреччина) | 24    | 0    |
| 2008/09 | Кайсеріспор     | Туреччина | Суперліга (Туреччина) | 34    | 0    |
| 2009/10 | Кайсеріспор     | Туреччина | Суперліга (Туреччина) | 31    | 0    |
| 2010/11 | Кайсеріспор     | Туреччина | Суперліга (Туреччина) | 24    | 0    |